# Prunus megacarpa
Prunus megacarpa — вид квіткових рослин з родини трояндових (Rosaceae). Ареал охоплює такі країни: Колумбія.

## Середовище
Зустрічається в заповідних лісах, у передгірській зоні дощового лісу на висотах 1800–2000 метрів. Цей вид, ймовірно, запилюється комахами та поширюється хребетними. Його основними загрозами є сільськогосподарська діяльність. Видобуток золота є основним ризиком для субпопуляції Фронтіно (Антіокія).

## Використання
Немає інформації про використання виду.